# Wünschendorf/Elster
Wünschendorf/Elster ist ein Stadtteil der Stadt Berga-Wünschendorf im thüringischen Landkreis Greiz.

## Geographie

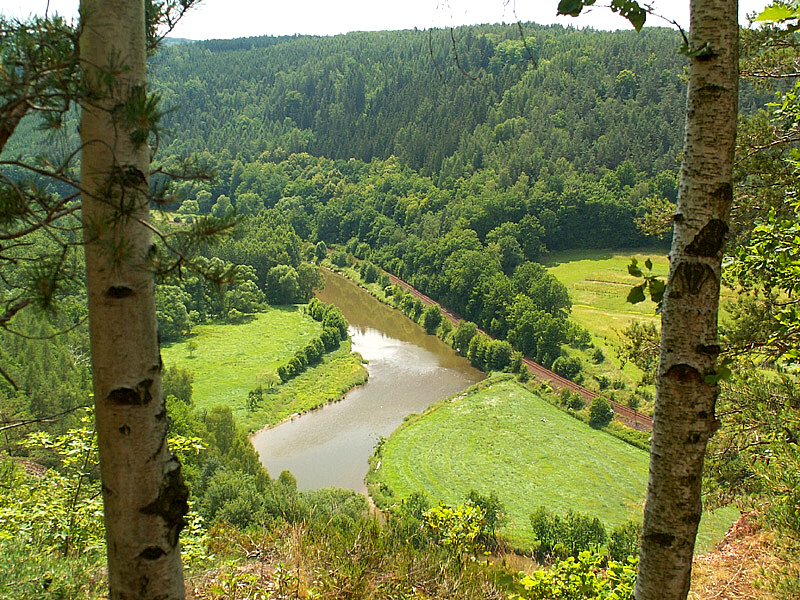
Das Elstertal oberhalb des Wünschendorfer Märchenwaldes

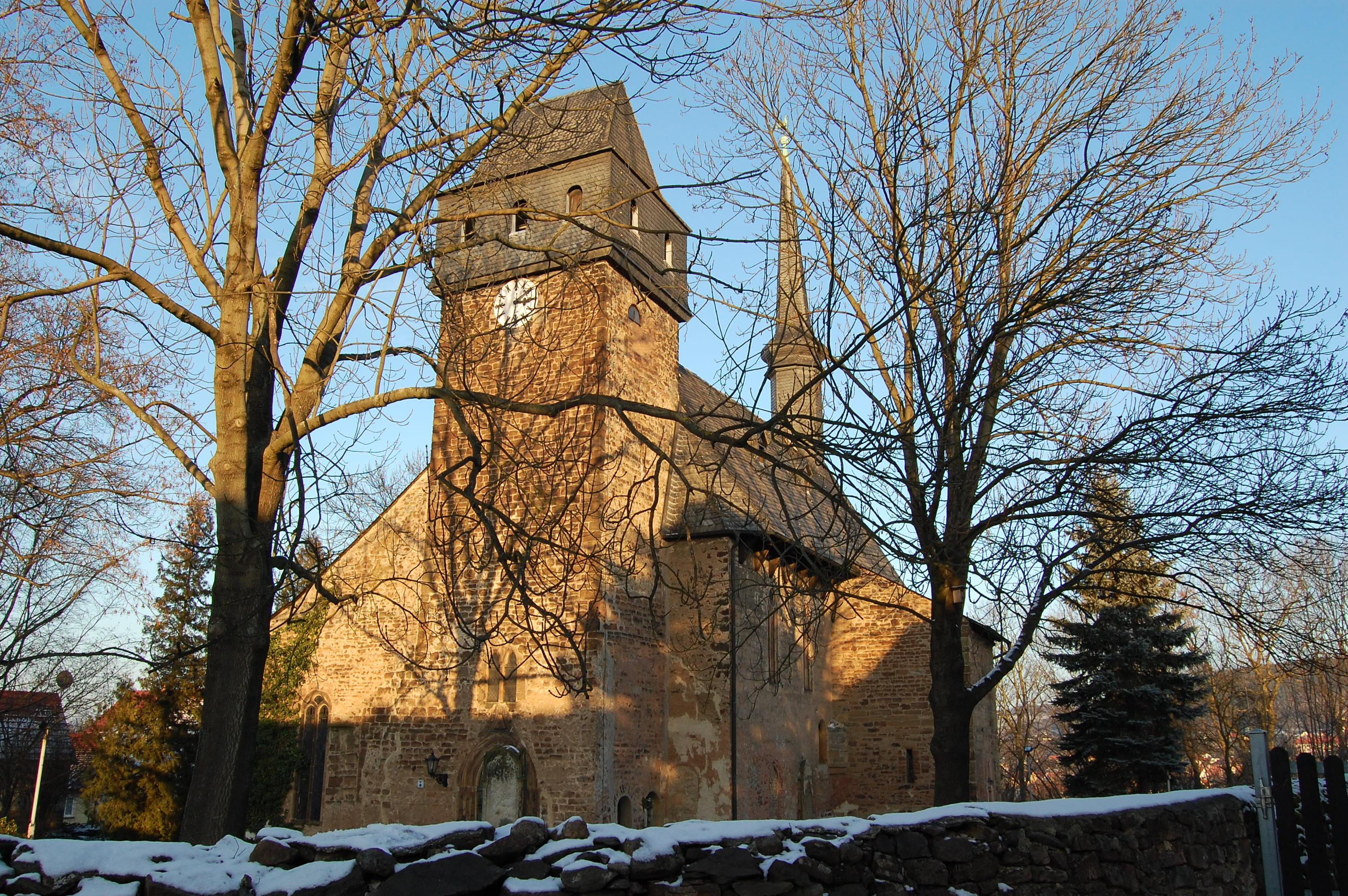
Pfarrkirche St. Veit

Wünschendorf liegt südlich von Gera im Landkreis Greiz, an der Weißen Elster und markiert den südlichsten Ausdehnungspunkt der Elstereiszeit und gilt als die Pforte zum oberen Elstertal zwischen Wünschendorf und Greiz.

### Nachbarorte
Angrenzende Orte sind Berga/Elster, Crimla, Endschütz, Harth-Pöllnitz, Teichwitz, die Stadt Weida und Zedlitz im Landkreis Greiz sowie die kreisfreie Stadt Gera.

## Geschichte
Auf Grund seiner besonderen Lage am Südrand der Leipziger Tieflandsbucht war der langgestreckte Rücken des Veitsberges von Wünschendorf schon in frühgeschichtlicher Zeit besiedelt. Das Dorf am Zusammenfluss von Weißer Elster und Weida lag im Frühmittelalter am Rand einer slawischen Siedlungskammer um Gera. Darauf weist auch der Ortsname hin, der sich von Wendendorf, Windischendorf ableitet. Der Veitsberg genannte Bergrücken soll zunächst eine Burg getragen haben, von der man die sechs Furten über die Elster kontrollieren und beschützen konnte. In Schriften aus dem 16. Jahrhundert wird 974 als Gründungsjahr der Veitskirche genannt. Der heutige Kirchenbau geht allerdings eher auf das 11. oder 12. Jahrhundert zurück. Die Kirche gehört damit zu den ältesten Kirchen des Vogtlandes.
1193 wurde unweit des Ortes das Kloster Mildenfurth durch die Vögte von Weida als Hauskloster gestiftet. Danach ging der ursprüngliche Ortsname Mildenfurth für Wünschendorf (1209: in slavica villa Mildenvorde) allmählich auf das Kloster über. Im Jahr 1238 stiftete Jutta, die Gemahlin Heinrichs IV., Vogt von Weida, mit dem Kloster Cronschwitz ein weiteres Hauskloster für weibliche Familienangehörige und den vogtländischen Adel. Nur die Ruine der Kirche blieb erhalten.
Während des Zweiten Weltkrieges mussten 15 Frauen und Männer aus der Sowjetunion in einer kriegswichtigen Flugmotorenreparatur-Fabrik Zwangsarbeit leisten.
Die einstige Gemeinde Wünschendorf/Elster war seit dem 1. Januar 2012 Mitglied und kurz darauf Verwaltungssitz der Verwaltungsgemeinschaft Wünschendorf/Elster, die bis 7. Februar 2013 Verwaltungsgemeinschaft Ländereck hieß. Innerhalb der Verwaltungsgemeinschaft sorgte die Verlegung von weiteren Teilen der Verwaltung aus dem Wünschendorfer Rathaus nach Seelingstädt in die Räume der vormaligen Sparkasse und einen kleineren Neubau, sowie der Eindruck der Wünschendorfer, auch bei anderen Entscheidungen zu wenig Gewicht zu haben, für Verstimmungen. Die Gemeinde fusionierte zum 1. Januar 2024 mit der Nachbarstadt Berga/Elster zur neuen Stadt Berga-Wünschendorf und trat aus der Verwaltungsgemeinschaft aus, die ihren ursprünglichen Namen wieder annahm.

### Ehemalige Gemeindegliederung
Zur Gemeinde gehörten die Ortsteile Veitsberg, Mildenfurth, Cronschwitz, Zschorta, Zossen, Meilitz, Untitz, Pösneck, Mosen und Wünschendorf.

### Eingemeindungen
Die Orte Veitsberg und Cronschwitz waren bereits am 1. August 1945 eingegliedert worden. Am 1. Juli 1950 folgten Meilitz, Pösneck, Untitz, Zossen und Zschorta. Mosen verlor am 2. September 1995 seine Selbstständigkeit und ist seitdem ein Ortsteil von Wünschendorf.

### Einwohnerentwicklung
Entwicklung der Einwohnerzahl (ab 1994 31. Dezember):
| - 1933: 1606 - 1939: 1714 - 1994: 3019 - 1995: 3299 - 1996: 3326 - 1997: 3364 | - 1998: 3381 - 1999: 3391 - 2000: 3372 - 2001: 3352 - 2002: 3302 - 2003: 3280 | - 2004: 3221 - 2005: 3243 - 2006: 3192 - 2007: 3160 - 2008: 3140 - 2009: 3074 | - 2010: 3032 - 2011: 2978 - 2012: 2923 - 2013: 2906 - 2014: 2895 - 2015: 2927 | - 2016: 2899 - 2017: 2836 - 2018: 2822 - 2019: 2747 - 2020: 2755 - 2021: 2788 | - 2022: 2773 |

 Datenquelle ab 1994: Thüringer Landesamt für Statistik

## Politik

### Ehemaliger Bürgermeister
Der letzte ehrenamtliche Bürgermeister war Marco Geelhaar (parteilos). Er wurde am 26. September 2021 mit 83,9 % bei einer Wahlbeteiligung von 77,6 % wiedergewählt, nachdem er erstmals am 30. August 2015 mit 62,7 % bei einer Wahlbeteiligung von 42,8 % gewählt wurde. Seit der Fusion mit der Stadt Berga fungiert Marco Geelhaar als Ortsteilbürgermeister. Vorherige Bürgermeister waren Christl Leopold bis 2003 und bis 2015 Jens Auer, sie übten das Amt hauptamtlich aus, da die Gemeinde zu diesen Zeitpunkten noch mehr als 3000 Einwohner besaß.

### Ehemaliger Gemeinderat
Der ehemalige Gemeinderat setzte sich seit der Kommunalwahl vom 26. Mai 2019 wie folgt zusammen:
- Bürgergemeinschaft Wünschendorf und Ortsteile e. V. (BGW): 4 Sitze (+/-0)
- Freie Wählergemeinschaft Wünschendorf e. V. (FWG): 5 Sitze (+ 1)
- Heimat- u. Verschönerungsverein Wünschendorf und Umgebung (HVVWU): 2 Sitze (- 1)
- 7 Streiche (7 Streiche): 3 Sitze (+3)

Die Wahlbeteiligung lag bei 65,1 % und damit um 6,8 %p über der von 2015.

### Wappen
Das Ortswappen, am Rathaus zu betrachten, zeigt eine Pelikangruppe in den Farben Weiß und Rot auf gelbem Grund. Wappen mit Pelikanen sind jedoch in einigen Regionen und Kulturen verbreitet und symbolisieren oft Opferbereitschaft, Fürsorge und Nächstenliebe. In der christlichen Symbolik wird der Pelikan manchmal mit Christus in Verbindung gebracht, da es eine Legende gibt, nach der der Pelikan sein eigenes Blut opfert, um seine Jungen zu ernähren.

## Partnerschaft
Die Partnerstadt von Wünschendorf ist die Stadt Taunusstein im Rheingau-Taunus-Kreis in Hessen.

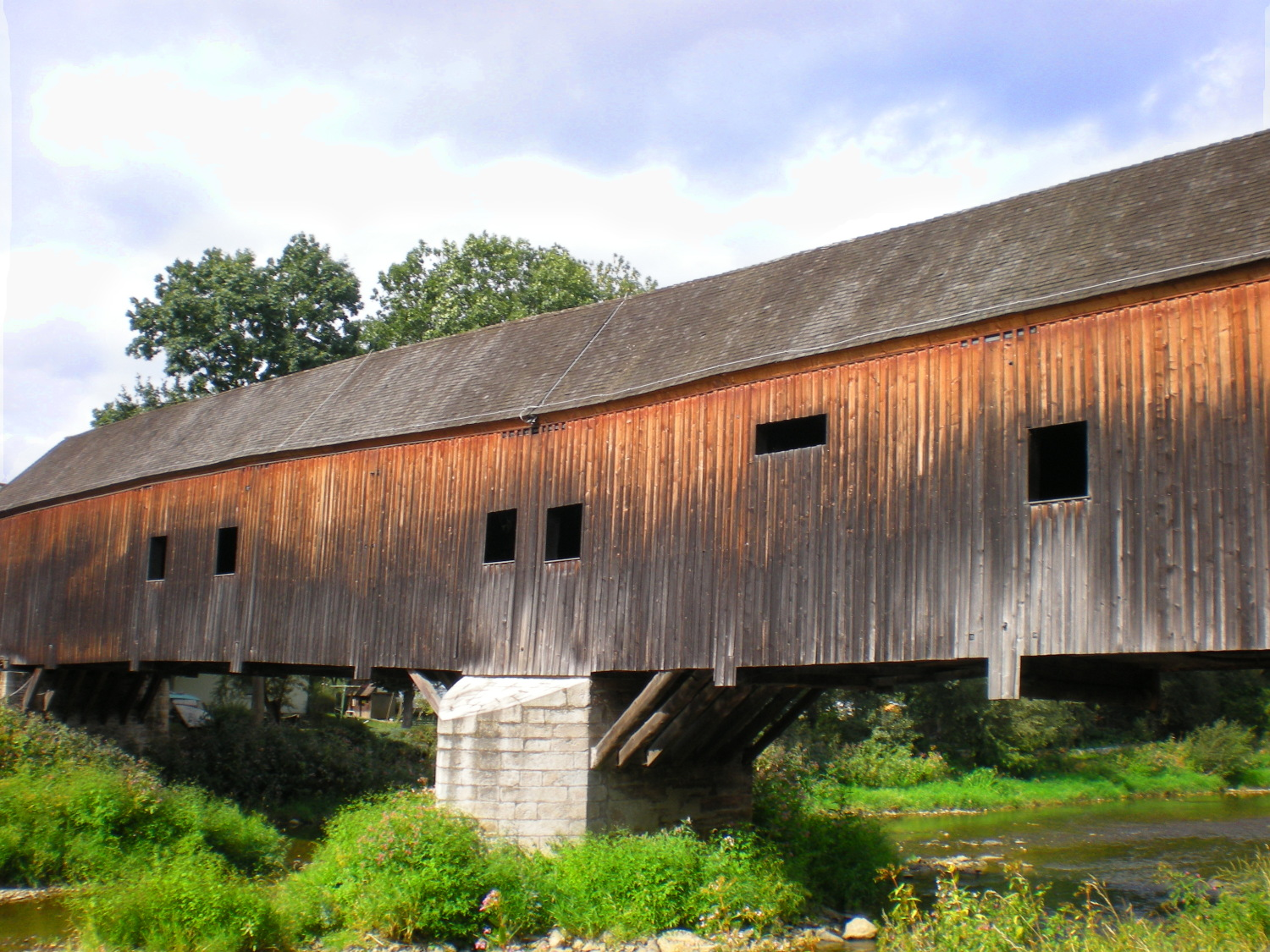
Historische Holzbrücke aus dem Jahr 1786

## Kultur und Sehenswürdigkeiten
Zu den Sehenswürdigkeiten zählen die 1786 errichtete, schindelgedeckte Historische Holzbrücke Wünschendorf über die Weiße Elster (Veitsberg), die über 900-jährige Kirche St. Veit, das 1193 von Vogt Heinrich II. von Weida gegründete Kloster Mildenfurth und die Ruine des 1238 gegründeten Klosters Cronschwitz.
Eine weitere Sehenswürdigkeit sind die mit Wasserkraft betriebenen Märchenspiele, weit über die Ortsgrenzen hinaus bekannt als Märchenwald. Der Märchenwald feierte im Jahr 2007 sein 80-jähriges Bestehen. Im Juni 2019 wurde er durch ein Unwetter zerstört, konnte jedoch innerhalb eines Jahres komplett restauriert werden.

### Gedenkstätten
- Eine Grabstätte mit Gedenkstein auf dem Ortsfriedhof erinnert an zwei KZ-Häftlinge von einem Todesmarsch des KZ Buchenwald, die im Frühjahr 1945 von SS-Männern ermordet wurden.
- Am Grab mit Grabstein auf dem Friedhof des Ortsteils Zossen gedenkt die Gemeinde eines unbekannten Häftlings aus dem gleichen Todesmarsch.

## Wirtschaft und Infrastruktur

### Verkehr

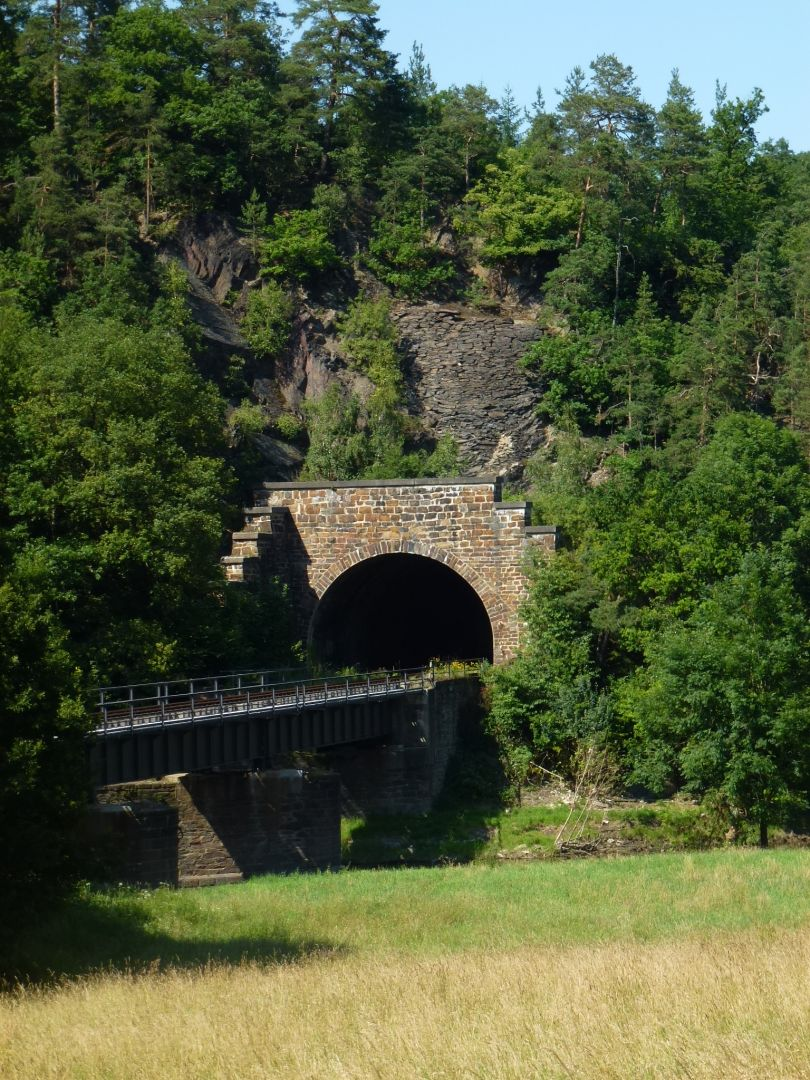
Lochgut-Tunnel und Elsterbrücke zwischen Wünschendorf und Berga

Am 29. Mai 1999 wurde die Eisenbahnstrecke von Wünschendorf über Teichwolframsdorf nach Werdau stillgelegt. Sie war Bestandteil der Bahnstrecke Werdau–Mehltheuer. Heute hat Wünschendorf noch Eisenbahnanschluss über den Haltepunkt Wünschendorf-Nord und den Bahnhof im Ort, beide an der Elstertalbahn.

### Wasserver- und Abwasserentsorgung
Wünschendorf/Elster ist Mitglied im Zweckverband Wasser / Abwasser Mittleres Elstertal. Dieser übernimmt für den Ort die Trinkwasserversorgung und Abwasserentsorgung.

## Persönlichkeiten
- Ludwig Ernst von Pöllnitz (1641–1695), kursächsischer Politiker
- Heiner Rothfuchs (1913–2000), Hochschullehrer und Illustrator
- Rolf Rödel (1940–2013), Konteradmiral der Volksmarine und Stellvertreter des Chefs der Volksmarine
- Rainer Groß (* 1947), Skilangläufer
- Waltraud Strotzer (* 1952), Leichtathletin
- Jörg Köhler (1960–2005), Radsportler
- Volkmar Kühn (* 1942), Bildhauer